# Galié
Galié település Franciaországban, Haute-Garonne megyében. Lakosainak száma 86 fő (2022. január 1.). Galié Luscan, Bertren, Bagiry, Mont-de-Galié, Ore és Sauveterre-de-Comminges községekkel határos.

## Népesség
A település népességének változása:
| Lakosok száma | 73   | 86   | 66   | 84   | 91   | 86   | 82   | 78   | 81   | 86   |
|               | 1968 | 1982 | 1990 | 2006 | 2013 | 2015 | 2017 | 2019 | 2020 | 2022 |